# Kapverdische Beachhandball-Nationalmannschaft der Männer
Die kapverdische Beachhandball-Nationalmannschaft der Männer repräsentiert den kapverdischen Handballverband als Auswahlmannschaft Kap Verdes auf internationaler Ebene bei Länderspielen im Beachhandball.
Als Unterbau fungiert die Nationalmannschaft der Junioren, die bislang noch nicht gegründet wurde. Das weibliche Pendant ist die Kapverdische Beachhandball-Nationalmannschaft der Frauen.

## Geschichte
Die kapverdische Beachhandball-Nationalmannschaft der Männer wurde für die ersten African Beach Games 2019 im Santa Maria Beach Park auf der heimischen Insel Sal gegründet. Das Turnier in Kap Verde war das erste Turnier in dieser Sportart, das in Afrika für Nationalmannschaften ausgerichtet wurde. Die kapverdische Mannschaft gewann und verlor in ihrer Vorrundengruppe je ein Spiel und verpasste als nicht-bester Gruppenzweiter den Sprung in das Halbfinale. Somit spielte das Team gegen Algerien um den fünften Platz und gewann dieses Spiel im Shootout.

## Teilnahmen
| World Games - 2001: nicht eingeladen - 2005: nicht eingeladen - 2009: nicht eingeladen - 2013: nicht qualifiziert - 2017: nicht qualifiziert - 2022: nicht qualifiziert | World Beach Games - 2019: nicht qualifiziert - 2023: nicht qualifiziert African Beach Games - 2019: 5. - 2023: | Weltmeisterschaften - 2001: nicht teilgenommen, ausgefallen - 2004: nicht qualifiziert - 2006: nicht qualifiziert - 2008: nicht qualifiziert - 2010: nicht qualifiziert - 2012: nicht qualifiziert - 2014: nicht qualifiziert - 2016: nicht qualifiziert - 2018: nicht qualifiziert - 2020: nicht qualifiziert, abgesagt - 2022: nicht qualifiziert |

- ABG 2019: Délcio De Pinha • Sténio Évora • Odair Faial • Erickson Mendes Duarte • Alexis Miranda • Wilson Pinto • Elldy Semedo • Josimar Tavares • Bruno Tavares Landim[3]